# Ноайонска катедрала
Катедралата „Нотр Дам от Ноайон“ (на френски: Cathédrale Notre-Dame de Noyon) в Ноайон, Франция, започната между 1150 и 1155 г., е първата от поредицата известни катедрали, появили се в Пикардия – проспериращ регион на север от Париж. Градът е с важна връзка с френската история като място за коронация на Карл Велики и на ранния френски крал Хуго Капет. 
Новата катедрала все още има много романски черти, включително изявени трансепти със заоблени краища и дълбоки галерии, но въвежда няколко готически нововъведения, включително четвъртото ниво, трифорий – тесен проход между приземната галерия, трибуните и горното ниво. Найон също използва масивни сложни стълбове, редуващи се с кръгли колони, необходими поради неравномерното разпределение на теглото от сводовете от шест части. В източния край има пет параклиса и три нива на прозорци, създаващи поток от светлина в кораба.
- Фасада на катедралата Ноайон (започнала през 1150 – 55 г.)
- Редуващите се стълбове и колони на голямата аркада, които поддържат сводовете